# Seyyed Ţāher
Seyyed Ţāher (persiska: سیّد طاهر, Seyyed Z̧āher) är en ort i Iran.   Den ligger i provinsen Khuzestan, i den centrala delen av landet, 500 km sydväst om huvudstaden Teheran. Seyyed Ţāher ligger 29 meter över havet och antalet invånare är 150.
Terrängen runt Seyyed Ţāher är mycket platt. Runt Seyyed Ţāher är det ganska tätbefolkat, med 120 invånare per kvadratkilometer. Närmaste större samhälle är Serī-ye Yek, 3,2 km norr om Seyyed Ţāher. Trakten runt Seyyed Ţāher består till största delen av jordbruksmark.